# Waco (Texas)
Waco és una ciutat al comtat de McLennan a l'estat nord-americà de Texas.
Segons l'Oficina del Cens dels Estats Units, Waco té una superfície total de 262.27 km², de la qual 230.41 km² corresponen a terra ferma i 31.85 km² (12,14%) és aigua. El 2010 tenia 124.805 habitants i una densitat poblacional de 475,87 persones per km². La ciutat va ser fundada el 1849 per George Erath, qui havia pensat anomenar-la Lamartine, però va acabar escollint un nom basat en el nom de la tribu que ocupava l'espai abans dels blancs, els huaco. L'11 de març de 1953 un tornado va arrasar la ciutat i va matar 114 persones. El 1993, Waco va ser notícia per un enfrontament entre agents federals i membres de la secta religiosa dels davidians, que va acabar amb un incendi que va destruir el seu centre i va matar més de setanta dels seus membres, els quals romanien tancats i assetjats per les forces de la llei des de feia més de cinquanta dies. L'any 1916 la ciutat fou l'escenari del linxament de Jesse Washington.